# Kamil Odehnal
Kamil Odehnal (1. července 1925 Brno, Československo – 2. prosince 2010 Ostrava, Česko) byl československý zápasník, ligový a reprezentační trenér. Pětkrát vybojoval titul mistra Československa, z toho dvakrát v řeckořímském (1950, 1952) a třikrát ve volném stylu (1950, 1953, 1954). Později trénoval ligové družstvo Baníku Ostrava a československou reprezentaci.
Zápasu se věnoval také jeho bratr Evžen.